# Bob Nystrom
Thore Robert „Bob“ Nystrom (* 10. Oktober 1952 in Stockholm, Schweden) ist ein ehemaliger kanadischer Eishockeyspieler (Rechtsaußen), der von 1972 bis 1986 für die New York Islanders in der National Hockey League spielte.
Sein Sohn Eric Nystrom ist ebenfalls professioneller Eishockeyspieler.

## Karriere
Bob Nystrom wurde in Stockholm geboren, doch schon im Alter von vier Jahren kam er mit seinen Eltern nach Kanada. Nachdem er während seiner Juniorenzeit für die Calgary Centinentals in der Western Canada Hockey League gespielt hatte und dort durch seine robuste Spielweise den Scouts aufgefallen war, wählten ihn die New York Islanders beim NHL Amateur Draft 1972 in der zweiten Runde als 33. Spieler aus.
Die Islanders als neues Team in der NHL hatten noch keinen gewachsenen Kader und so kam er bereits in der Saison 1972/73 zu seinen ersten elf Einsätzen in der NHL. Den Großteil dieser Spielzeit verbrachte er jedoch in der American Hockey League bei den New Haven Nighthawks. In seinem zweiten Jahr schaffte er es, sich bei den Islanders einen Stammplatz zu erkämpfen. Er erreichte schnell ein Niveau, auf dem ihm etwa 20 Tore und 100 Strafminuten in einer Saison gelangen. In diesem Bereich blieb er über die folgenden zehn Jahre. In einer Angriffsreihe mit Bob Bourne gelang ihm in der Saison 1977/78 eine Bestleistung mit 30 Treffern. Seine größten Erfolge hatte er von 1980 bis 1983, als er mit den Islanders viermal in Folge den Stanley Cup gewinnen konnte. Neben Bourne stand in diesen Jahren Wayne Merrick als dritter Mann neben ihm auf dem Eis. Im Jahr des ersten Cup-Gewinns gelangen ihm neun Tore in den Playoffs. Besonders in der Overtime ging immer Gefahr von ihm aus und er konnte so einige Spiele für die Islanders entscheiden.
Mitte der 1980er Jahre ließ seine Leistungsfähigkeit nach und er wurde von Verletzungen geplagt. Eine Augenverletzung machte ihm zum Ende seiner Karriere zu schaffen. 
Nachdem der zum Ende der Saison 1985/86 seine aktive Karriere beendet hatte, wurde er bei den Islanders Assistenztrainer von Terry Simpson. Der Umgang mit Spielern, die nicht immer mit vollem Einsatz spielten, fiel ihm schwer. Er erwartete vollen Einsatz von jedem Spieler in jedem Moment auf dem Eis, so wie er es immer getan hatte. Bei der Analyse einiger alter Spiele merkte er jedoch, dass auch er sich früher Zeit zur Erholung genommen hatte.
Die Islanders ehrten ihn für seine Verdienste, indem sie seine Trikotnummer 23 seit 1995 nicht mehr vergeben. Bereits seit 1991 wird der Spieler, der sich mit Einsatz und Führungsqualitäten in der abgelaufenen Saison bei den Islanders besonders hervorgetan hat, mit dem Bob Nystrom Award ausgezeichnet.

## Sportliche Erfolge
- Stanley Cup:  1980, 1981, 1982 und 1983

### Persönliche Auszeichnungen
- Teilnahme am NHL All-Star Game: 1977